# Левицький Пилип
Пили́п Леви́цький (* 1859 — † 1920) — інженер-будівельник, громадський діяч (зокрема, організатор січового руху та українського приватного шкільництва) та нафтовий промисловець на Бориславщині. Інспектор народних шкіл та мировий суддя.